# Phalacronotus
Phalacronotus – rodzaj słodkowodnych ryb sumokształtnych z rodziny sumowatych (Siluridae).

## Zasięg występowania
Azja Południowo-Wschodnia.

## Klasyfikacja
Gatunki zaliczane do tego rodzaju:
- Phalacronotus apogon
- Phalacronotus bleekeri
- Phalacronotus micronemus
- Phalacronotus parvanalis

Gatunkiem typowym jest Silurus phalacronotus (=Ph. micronema).